# Amenemnesoe
Amenemnesoe was de tweede farao van de 21e dynastie van de Egyptische oudheid. Zijn bekendste naam betekent: "Amon is de koning" en zijn tweede naam betekent: "Schitterend is de ka van Re! Heer van Waset (Thebe)"

## Biografie
Vóór 1940 was Amenemnisoe niet bekend onder de geleerden, er waren geen artefacten van deze farao bekend. In 1940 werd het graf ontdekt in Tanis door Pierre Montet. Hoe kort Amenemnesoe ook had geregeerd; van zijn bestaan was indertijd wel een getuige; Manetho maakte melding van een farao Nephercheres die vier jaar had geregeerd.
Er is vrij weinig bekend van zijn tijd en van zijn regering; we weten wel dat de Mencheperre, de hogepriester van Amon een aantal rebellenleiders aanpakte die tegen de priester samenspanden tijdens de regering van Amenemnesoe. Deze rebellen waren al eerder verbannen geweest in het jaar 25 van Smendes, de voorganger van Amenemnesoe.
Een verwante, of vriend van Amenemnesoe, volgde hem als farao op. Er is een gouden boog kap gevonden in het graf van Psusennes I. Deze had een inscriptie die de koninklijke naam van Amenemnesoe en de naam van zijn opvolger Psusennes I.